# Убийство Шамиля Одаманова
Убийство Шамиля Одаманова — резонансное преступление, совершённое в России в 2007 году. Двойное убийство мужчин кавказской и, предположительно, азиатской национальностей совершили, предположительно, члены российской неонацистской группировки. Убийство позиционировалось как казнь, совершённая на почве этнической ненависти. Процесс убийства был снят на видео. Смонтированное видео было опубликовано в интернете под названием «Казнь таджика и дага». Публикация также сопровождалась анонимными публичными заявлениями. Запись быстро стала вирусным видео. В 2008 году Следственный комитет при прокуратуре Российской Федерации смог установить личность одного из убитых, дагестанца Шамиля Одаманова. Личность второго погибшего до сих пор остаётся неизвестной. Данное преступление является одним из самых известных националистических преступлений России в XXI веке. Однако его обстоятельства долгое время оставались непрояснёнными, а некоторые и остаются таковыми вовсе.

## Убийство
Двойное убийство было совершено предположительно в апреле 2007 года, предположительно в Калужской области, рядом с Обнинском. Впоследствии информация о месте и обстоятельствах преступления была уточнена.
Жертвами убийства стали двое молодых мужчин кавказской и азиатской национальности: один из которых был дагестанцем, а второй, предположительно, уроженцем Таджикистана. Преступление было снято на видео, которое затем широко распространилось. Ярким атрибутом убийства стал растянутый в лесу флаг нацистской Германии. Перед непосредственным убийством мужчины, подписанные в титрах, как таджик и дагестанец, объявляют: «Нас арестовали русские национальные социалисты». После чего люди, скрывающие свои лица под масками, выкрикивают «Слава Руси!». Один из пленников был умертвлён посредством перерезания горла ножом (далее его голова была отделена от тела). Второго мужчину убили выстрелом в затылок.
Ответственность за двойное убийство взяла организация, назвавшаяся «Национал-социалистической партией Руси» (НСПР). В сопроводительном анонимном послании организация названа «самостоятельно действующим боевым крылом „Национал-социалистического общества“».

### Видеоролик «Казнь таджика и дага»
12 августа 2007 года видеоролик с запечатлённым преступлением был опубликован на YouTube под заголовком «Казнь таджика и дага», а также распространялся через публикацию в «Живом журнале» пользователя antigipsyone. В первое время, данная видеозапись признавалась монтажом и постановкой, даже на официальном уровне. Также отрицали своё отношение к видео участники «Национал-социалистического общества», с которым его связывали.

#### Реакция российских ультранационалистических группировок
15 августа 2007 года «Национал-социалистическое общество», которую приписывалось совершение данного двойного убийства, опубликовало пресс-релиз:
В связи с многочисленными обращениями в наш адрес журналистов из различных СМИ сообщаем следующее. В структуре московской или каких-либо региональных ячеек НСО нет подразделения с названием НСПР (Национал-социалистическая партия Руси). В то же время мы допускаем, что какая-либо из автономных национал-социалистических групп вполне могла осуществить показанную в видеоролике казнь двух нацменов. Что является вполне прогнозируемой реакцией на продолжающееся усиление прессинга НС-движения со стороны властей.
Дмитрий Дёмушкин (лидер «Славянского союза») намекнул, что видео могло быть снято российскими спецслужбами или членами радикальных исламистских группировок для дальнейшей дискредитации ультраправого движения. Лидер «Движения против нелегальной иммиграции» Александр Белов-Поткин предположил, что убийство было совершено либо национал-социалистами, либо национал-социалистами с помощью спецслужб. А теория о том, что видео снято самими кавказцами с целью дискредитации русского патриотического движения, не имеет права на существование.
22 февраля 2008 года на сайте «Кавказ-центр» появился пятнадцатистраничный документ «Манифест НСПР». Текст был подписан неким «Браниславом». В манифесте опровергалась достоверность первого письма от 14 августа 2007 года. Так же, в манифесте говорилось о том, что именно это первое официальное обращение НСПР. А то, что было опубликовано ранее, не являлось сообщением от настоящей НСПР. В качестве доказательства, к манифесту прилагались две фотографии с места казни, которые ранее не публиковались.

#### Общественная реакция
Публикация ролика с убийством привела к широкой общественной реакции, а ролик быстро приобрёл вирусную популярность не только в русскоязычной, но и мировой интернет-среде. Жестокость, с которой было совершено преступление, а также его явная националистическая подоплёка, шокировали российское общество, привели к широкому обсуждению события. Многие российские и мировые СМИ выпустили материалы, посвящённые данному преступлению и видеозаписи.

#### Правовая реакция
27 мая 2008 года видеоролик «НСПР (Операция по аресту и казни двух колонистов из Дагестана и Таджикистана 2007 год)» был признан экстремистским материалом, решением Майкопского городского суда (№ 265 в Федеральном списке).

## Личность Шамиля Одаманова
Шамиль Одаманов. Фотографии из архива семьи на YouTube
Осенью 2007 года представители следственных органов сделали несколько заявлений о том, что ролик, на котором запечатлено преступление, является постановкой. В январе 2008 года житель селения дагестанского села Султан-Янги-Юрт Умахан Удаманов отправил письмо на имя президента РФ Владимира Путина, с просьбой в содействии поискам пропавшего сына. По сообщению отца, Шамиль уехал ранее в 2007 году в Москву на заработки. Однако с апреля прошлого года от него не поступали известия. В январе 2008 года личность одного из убитых установили, благодаря показаниям родственников, узнавших его на видео. Жертвой оказался уроженец дагестанского села Султан-Янги-Юрт Шамиль Умаханович Одаманов. После опознания официальный представитель при прокуратуре РФ Владимир Маркин заявил, что видеоролик — не инсценировка, а настоящее убийство, по факту которого возбуждено уголовное дело по статье 105 УК РФ.
Шамиль Одаманов родился в 1984 году. С 2002 по 2004 год проходил срочную службу в рядах ВС РФ. Кроме отца, у него остались братья Артур (младший), который и обнаружил видеозапись с убийством в интернете, и старший брат Абдулкадир. А также сестра Кистаман.

## Расследование
Несмотря на широкий резонанс вокруг видео, до конца 2007 года официальные следственные органы придерживались версии о его постановочном характере.
14 августа 2007 года в редакцию сайта «Кавказ-центр» поступило письмо, за подписью «Национал-социалистической партии Руси». В письме анонимный отправитель сообщал, что опубликованное накануне видео с казнью, знаменует собой «вооруженную войну против чёрных колонистов» и поддерживающих их «чиновников РФ». Авторы послания выдвинули ряд требований, среди которых была отставка Владимира Путина с поста президента, прекращение уголовного преследования Максима Марцинкевича, а также освобождение из тюрем всех заключенных русских национал-социалистов, и самое главное — сформировать новый государственный порядок, который будет определён национал-социалистическим правительством, «которое должен сформировать лидер Национал-социалистического общества России (НСО) Дмитрий Германович Румянцев».
В том же письме анонимные представители НСПР утверждали своё непосредственное отношение к НСО: «Мы признаем над собой политическое руководство Национал-социалистического общества, являясь его боевым крылом, действующим самостоятельно». Однако представители НСО эту связь отрицали. Кроме того, многие исследователи радикальной политики России, утверждали, что ранее ничего не слышали про НСПР.
Также 14 августа, в Управление по борьбе с организованной преступностью МВД Адыгеи явился 24-летний Виктор Мильков. Он признался в публикации ролика, но заявил, что видео прислал ему неизвестный отправитель по электронной почте. В отношении Милькова было возбуждено уголовное дело за разжигание межнациональной розни. В ноябре он был приговорён к году исправительных работ, однако, дело было направлено на пересмотр, после чего Мильков был отправлен на год в колонию-поселение. В автобиографическом сочинении «Реструкт» Максим Марцинкевич сообщил, что был знаком с Мильковым, который был участником его группировки «Формат 18».
В январе 2008 года родственники Шамиля Одаманова обратились к президенту РФ с просьбой о содействии в его поисках. Так же получили широкую огласку заявления брата Одаманова, что тот опознал Шамиля на записи двойного убийства. Всё это привело к назначению ряда экспертиз и интенсификации следственного процесса. В июне 2008 года было заявлено о возбуждении уголовного дела по факту убийства. Пострадавшим по делу был признан его брат Артур.

### Следствие

#### До 2020 года
Летом 2008 года издание The New Times, со ссылкой на собственные источники в правоохранительных органах, сообщило, что «следственной группе удалось продвинуться намного дальше». А именно было установлено примерное место совершения преступления — окрестности Обнинска. И причастность к убийству участников «Национал-социалистического общества Обнинска», четверо из которых были задержаны. При этом, в той же публикации, сообщалось, что представители обнинского ГУВД и УВД по Калужской области не подтверждают ни информацию о задержаниях, ни о причастности к убийствам обнинского НСО.
10 сентября 2008 года МВД России сообщило о задержании «четверых подозреваемых в убийстве двух мужчин, сцена казни которых была размещена в Интернете». Однако всего несколько часов спустя данное заявление опроверг официальный представитель Следственного комитета РФ Владимир Маркин.
В последующие годы следствие не сообщало о каком-либо существенном продвижении. В апреле 2010 году отец Шамиля Одаманова Умахан Одаманов рассказал корреспонденту издания «Кавказский узел», что «никто не помог нашей семье в поисках преступников и тела сына». А следователь Алексей «недовольно отвечал, что ведется расследование, но последний наш разговор закончился рекомендациями мне самому поискать преступников. Оказывается, следователю не понравились мои контакты с журналистами: мол, не нужно было им ничего говорить».
В 2015 году израильский режиссёр Влади Антоневич, выпустивший документальный фильм «Кредит на убийство» (англ. Credit for Murder), о данном преступлении, по его словам, направил письмо Владимиру Путину, в котором изложил выводы собственного расследования. Антоневич утверждал, что его пригласили в Следственный комитет; следователь, ведущий дело, провёл опрос. На этом его взаимодействие со следственными органами завершилось.
В 2019 году родственников Шамиля вызвали в Москву для дачи повторных показаний. По их словам, в Следственном комитете им сообщили, что вновь «поднимают» дело об убийстве Шамиля. Брат Артур провёл повторное опознание, однако, после, по утверждениям родственников, с ними больше не связывались.

#### Признание Максима Марцинкевича
В 2020 году представительница Следственного комитета Светлана Петренко сообщила, что в причастности к двойному убийству (а также к нескольким другим) признался перед смертью Максим «Тесак» Марцинкевич. Однако позже адвокат Максима Марцинкевича, Алексей Михальчик, обнародовал фото с третьей предсмертной запиской, найденной у Марцинкевича во рту. В ней он написал, что оговорил себя и знакомых в отношении к убийству Шамиля Одаманова: «Не выдержав давления, я оговорил себя и своих знакомых в соучастии в казни таджика и дага. К этому преступлению отношения я не имею, кто его совершил я не знаю. Выхода из сложившейся ситуации я не вижу. Дальнейшая жизнь не имеет смысла. Ждать приговора суда не хочу. За все свои преступления и ошибки я приговорил себя сам».

#### После 2020 года
Актуализация и существенные подвижки в следствии произошли в 2020 году после самоубийства Максима Марцинкевича. Было объявлено, что незадолго перед смертью он совершил несколько признаний в причастности к преступлениям. Например, указал место захоронения Шамиля Одаманова и второго неизвестного — в районе парка «Лосиный остров» в Москве, а не в Калужской области, как это предполагалось следствием ранее. А также оставил дополнительную информацию в предсмертных записках. Так в одном из, предположительно, предсмертных писем Марцинкевич указал, что «взял на себя участие в казни таджика и дага», и среди сообщников назвал Максима «Ромео» Аристархова, Максима «Дантиста» Макиенко, Сергея Коротких. Само письмо было адресовано Андрею «Деду» Дедову (Чуенкову) и Александру «Шульцу» Шитову.
24 августа 2021 года Главное следственное управление Следственного комитета России обратилось в суд с ходатайством об избрании меры пресечения в виде заключения под стражу и предъявило обвинение по трём пунктам ч. 2 ст. 105 УК РФ бывшему соратнику Марцинкевича Сергею Коротких.
27 июля 2022 года Мытищинский городской суд вынес приговор Максиму «Ромео» Аристархову, приговорив к 16 годам лишения свободы в колонии строгого режима. Также к 17 годам лишения свободы был приговорён неонацист Сергей Маршаков, бывший соратник Марцинкевича и, по его признанию, давший против него ранее показания.

### Версия Антоневича
В 2015 году израильский режиссёр Влади Антоневич представил документальный фильм «Кредит на убийство» (англ. Credit for Murder), рассказывающий о данном преступлении. В конце 2000-х — начале 2010-х годов Антоневич посещал Россию и близко общался с деятелями националистических движений, выдавая себя за американского журналиста.
В 2016 году фильм показали в программе фестиваля «Артдокфест», что возродило интерес к преступлению. В интервью «Радио „Свобода“», Антоневич повторил выводы своего расследования, и снятого на его основе фильма, и назвал главных, по его мнению, причастных к данному двойному убийству — Сергея Коротких, Максима Марцинкевича и Дмитрия Румянцева.
Основная версия, которую выдвигает Антоневич в фильме, что убийство было тщательно продумано и организовано при содействии силовых структур. Видеозапись, а также потенциально существующие дополнительные материалы, выступают компроматом и средствами контроля над Дмитрием Румянцевым и управляемым им «Национал-социалистическим обществом».

## Отражение в массовой культуре

### Интернет
Видеоролик с казнью двух мужчин стал заметным событием в интернет-среде и быстро приобрёл вирусную популярность. Он активно распространялся на сайтах неонацистской и ультраправой направленности, но и также рядовыми пользователями, как яркий пример «шок-контента». Впоследствии на видеохостинге YouTube было опубликовано большое число роликов с реакцией на просмотр записи убийства.

### Кинематограф

#### «Из России с ненавистью»
В 2008 году о преступлении рассказал Кристоф Путцель в документальном фильме «Из России с ненавистью» (англ. From Russia with Hate, из цикла Vanguard). Преступление выступает кульминационным событием. Фильм завоевал несколько наград в области документального кино. В частности Webby Award.

#### «Кредит на убийство»
В 2015 году израильский режиссёр Влади Антоневич выпустил документальный фильм «Кредит на убийство», посвящённый данному преступлению. Название фильма подразумевало необходимость установить личности, как погибших, так и причастных к убийству; условно подписать его, добавить титр (англ. credit). Фильм состоит из документальных съёмок, которые сделал Антоневич в конце 2000-х — начале 2010-х годов, общаясь с представителями российских ультраправых и националистических движений. Фильм был удостоен ряда кинематографических наград, а также был отобран для показа на фестивалях документального кино. Среди наград специальный приз на X международном фестивале документального кино «Артдокфест», приз зрительских симпатий на Рижском международном кинофестивале, приз за лучшую режиссёрскую работу на фестивале DocAviv и приз за лучшую операторскую работу от Israeli Documentary Film Awards .

##### «Красные флажки»
Впоследствии Антоневич опубликовал серию видеороликов, под общим названием «Красные флажки». В них он подробнее рассказал о подготовке фильма, проведении собственного расследования, своих соображениях на тему и об актуальных событиях из жизни героев его фильма. Кроме того в эту серию видеороликов были включены материалы, не вошедшие в фильм.

### Подкастинг
- Антоневич, Влади, «Кредит на Убийство»[h], 2021
- Простаков, Сергей, Гуковский, Игорь, Сперанский, Константин, исторический подкаст «Модернизация», выпуск «Русь пробуждается», 2021.

### Комментарии
1. ↑  Оригинальный журнал был закрыт и удалён. Существующий в настоящее время журнал под таким же названием был создан в 2011 году.
2. ↑  Существует разночтение в фамилии Одаманов. В кавказских информационных источниках она подаётся в написании Удаманов, но в федеральных — Одаманов.
3. ↑  Он опубликовал ролик и заявление НСПР в своём Живом журнале с ником — vik23. ЖЖ также запрещён и внесён в Список экстремистских материалов, №264.
4. ↑  Признана экстремистским материалом, включена в Федеральный список под номером 2572.
5. ↑  По состоянию на 1 июня 2022 года на YouTube до сих пор размещено почти 30 роликов с реакцией на данное видео, общее количество просмотров которых приближается к 500 тыс.
6. ↑  Опубликован под псевдонимом DJ Stalingrad.
7. ↑  Название пародирует название фильма о Джеймсе Бонде «Из России с любовью».
8. ↑  Из описания подкаста: «Про, вокруг да около док. фильма „Кредит на Убийство“».